# Mammillaria schiedeana
Mammillaria schiedeana är en kaktusväxtart som beskrevs av Christian Gottfried Ehrenberg. Mammillaria schiedeana ingår i släktet Mammillaria och familjen kaktusväxter.

## Underarter
Arten delas in i följande underarter:
- M. s. dumetorum
- M. s. giselae
- M. s. schiedeana

## Bildgalleri

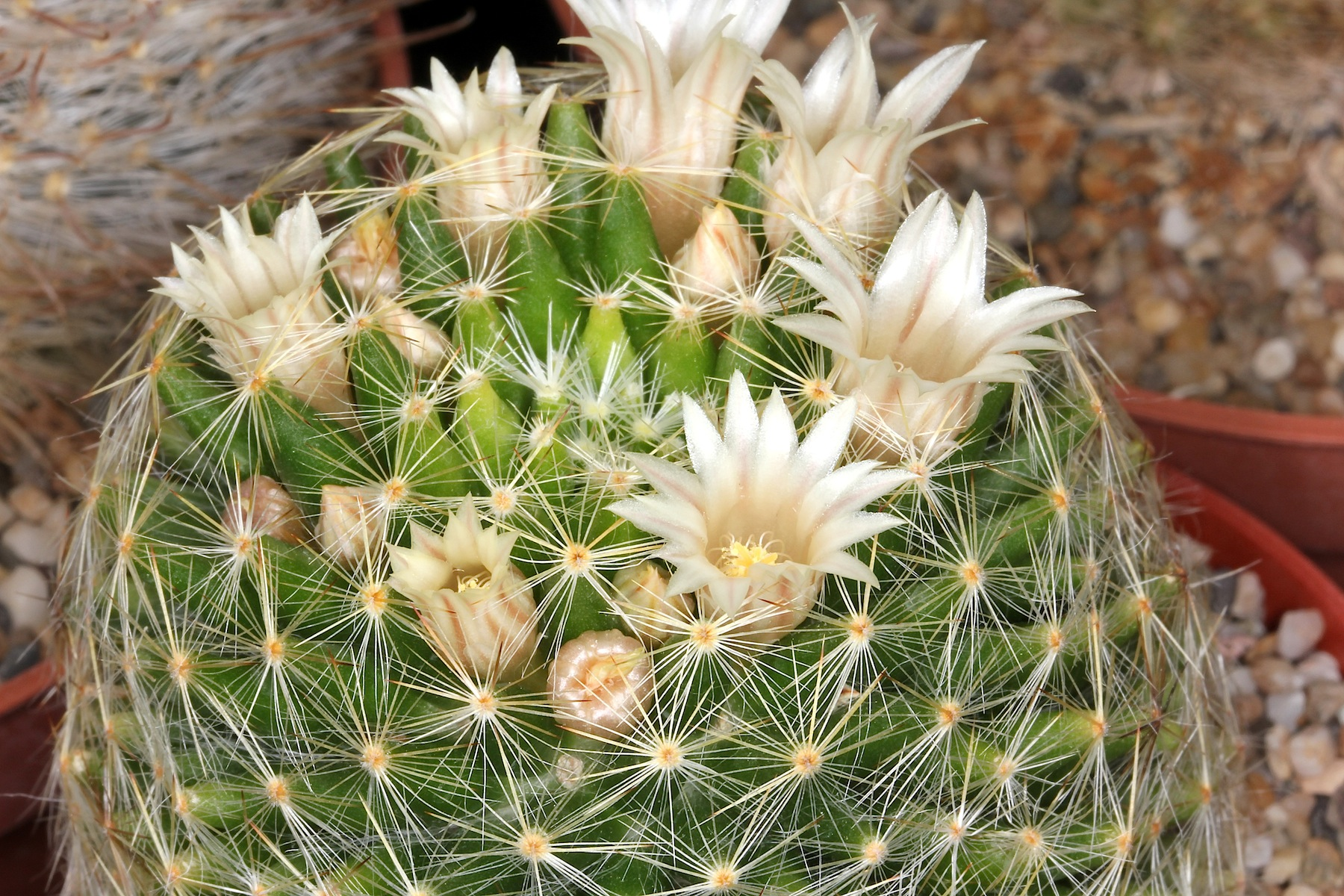
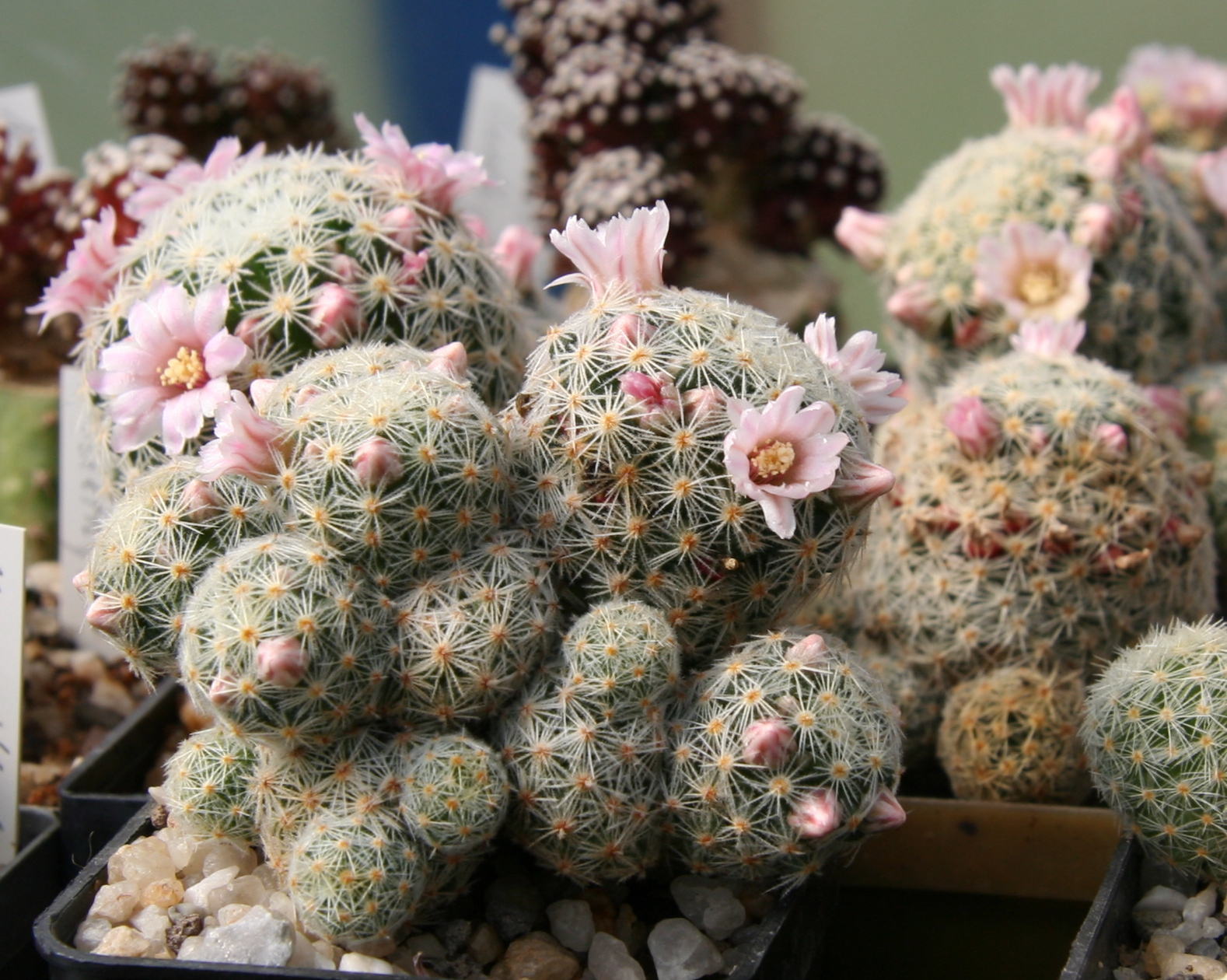
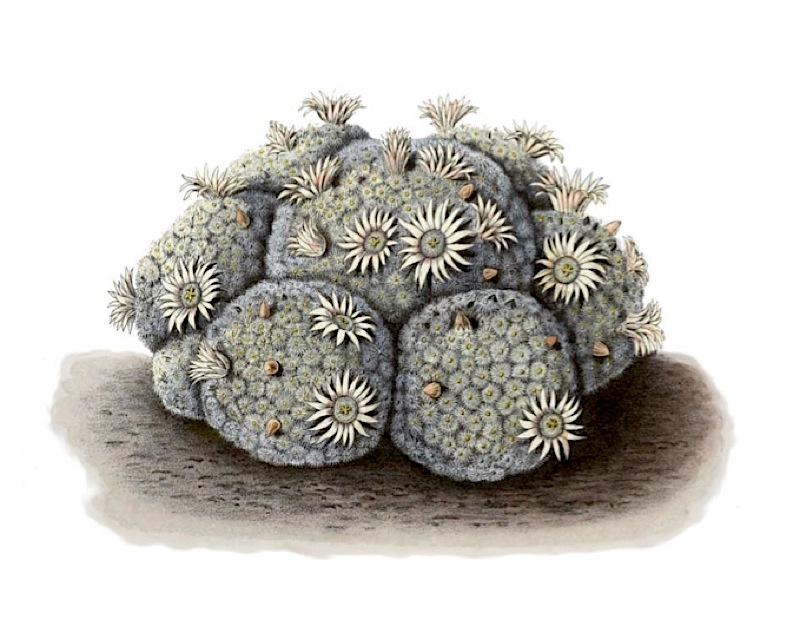
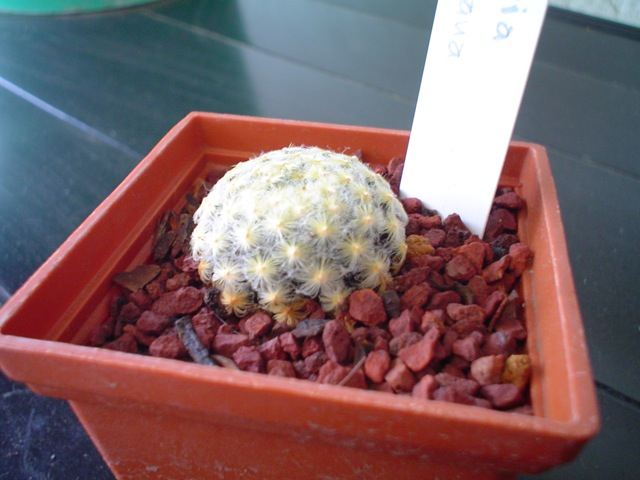
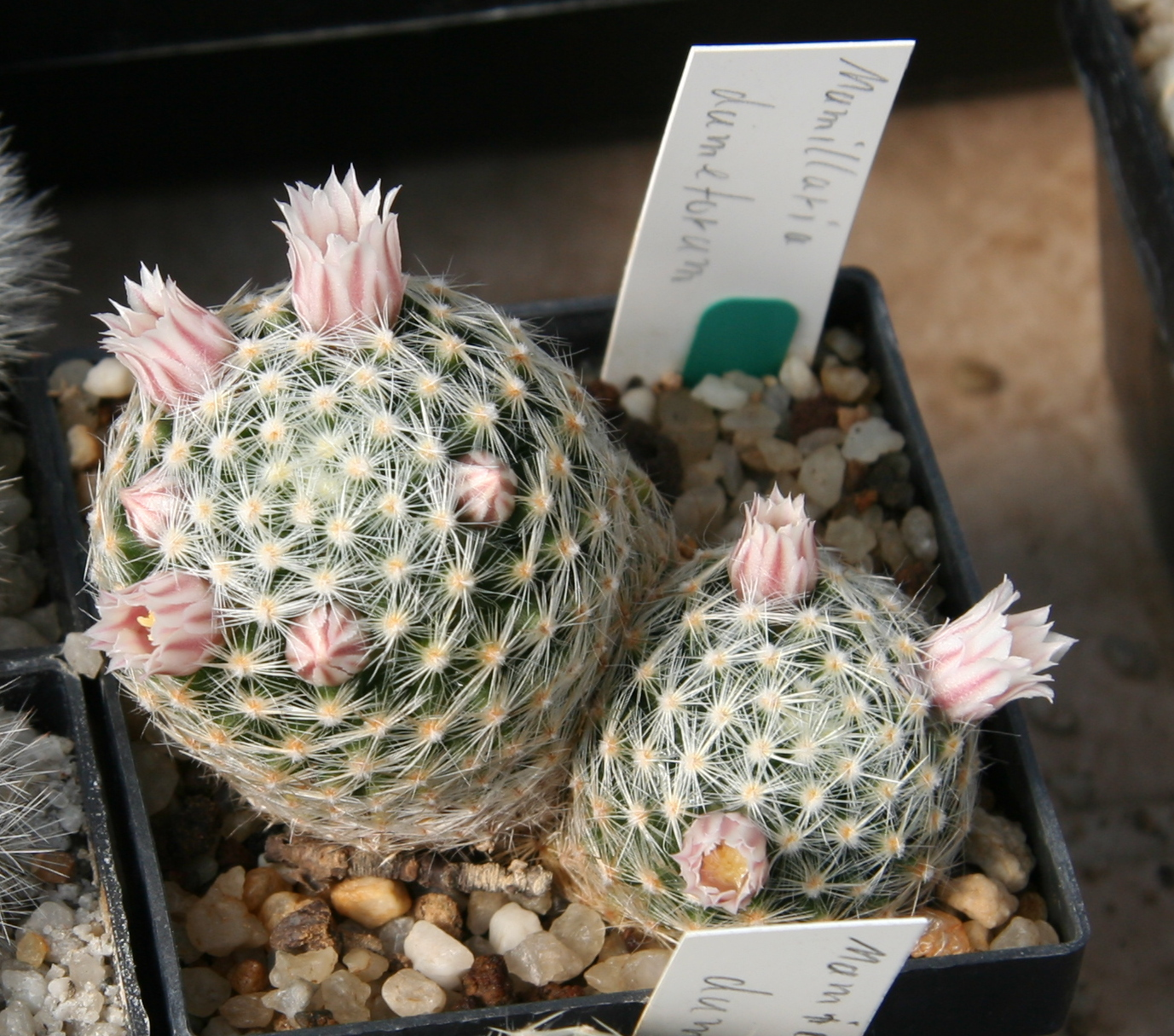